# Chaetonotus magnus
Chaetonotus magnus är en djurart som tillhör fylumet bukhårsdjur, och som beskrevs av Kisielewski 1979. Chaetonotus magnus ingår i släktet Chaetonotus och familjen Chaetonotidae. Inga underarter finns listade i Catalogue of Life.